# Get Your Hands off My Woman
"Get Your Hands off My Woman" är en låt av det brittiska rockbandet The Darkness. Låten gavs ut den 24 februari 2003 som gruppens första singel, via Must... Destroy!! Låten skrevs av Ed Graham, Dan Hawkins, Justin Hawkins och Frankie Poullain och återfinns på bandets debutalbum Permission to Land. "Get Your Hands off My Woman" nådde plats 43 på den brittiska singellistan som bäst. Låtens musikvideo regisserades av John Sadler och spelades in i januari 2003.
"Get Your Hands off My Woman" tilldelades musiktidningen Metal Hammers Golden Gold-pris: "Screw Avril, This Is what I Call A Proper Song", som bästa singel. År 2004 spelade Ben Folds in en cover av låten som sedan gavs ut på EP:n Super D. Senare samma år spelade The Darkness in låten på nytt, med titeln "Get Your Hands off My Woman... Again". Denna version producerades av Roy Thomas Baker och mixades av Kevin Shirley.

## Historia

### Bakgrund och komposition
Låten skrevs i Suffolk under sommaren år 2002 av Ed Graham, Dan Hawkins, Justin Hawkins och Frankie Poullain: "Vi hade ett ganska melodisk klassisk rock-sound, sedan for vi till en liten bondgård i Suffolk med det specifika målet att skriva tre snabba låtar. Låtarna vi spelade på den tiden var bra, men gick mer mot mjukrock, så under denna session skrev vi "Get Your Hands off My Woman" och "Givin' Up"."
"Get Your Hands off My Woman" är en rocklåt som varar i två minuter och fyrtiosex sekunder. Låten är inspelad i tonarten D-moll och spelas i taktarten 4/4 med ett tempo av 160 BPM. Instrumentationen till låten skrevs av Dan Hawkins som enligt egen utsago "inte hade en aning" om vad Justin skulle göra över den. Enligt Justin ville bandet skriva en låt med många svordomar; en låt som skulle väcka uppmärksamhet och skapa intresse för bandet. I slutet av 2002 spelades "Get Your Hands off My Woman" in i Chapel Studios i Lincolnshire tillsammans med producenten Pedro Ferreira.

### Utgivning och mottagande
Efter att ha fått ett erbjudande om att vara förband till Def Leppard i Storbritannien i februari 2003 ville gruppen att låten skulle ges ut kring samma tidsperiod. I ett nyhetsbrev som gruppen skickade ut via sin officiella webbplats, på julafton 2002, annonserades det att låten "Get Your Hands off My Woman" skulle komma att bli The Darkness första singel någonsin. Den 9 februari 2003 meddelades det att låten skulle ges ut den 24 februari genom skivbolaget Must... Destroy!! Som B-sida återfinns låten "The Best of Me", samt en censurerad version av "Get Your Hands off My Woman", då den innehåller många svordomar. Orden "cunt" och "motherfucker" är utbytta till "coconut" och "mama-mama". "Get Your Hands off My Woman" gick under den första veckan efter utgivning upp på plats 43 på den brittiska singellistan. Veckan därpå föll låten ner till plats 73.
Låten tilldelades den 3 juni 2003 tidningen Metal Hammers Golden God-pris: "Screw Avril, This Is what I Call A Proper Song", för bästa singel. Justin Hawkins tog emot priset vid utdelningen på The Forum i Kentish Town, London. Journalisten Paul Moody, från tidningen New Musical Express, skrev att "The Darkness tar 'schlock-rock' till en helt ny nivå", och Kerrang! utsåg låten till "Single of the Week".
I mitten av 2004 började bandet samarbeta med producenten Roy Thomas Baker, som tidigare jobbat med bland andra Queen och Ozzy Osbourne. Baker kom senare att producera The Darkness andra studioalbum, One Way Ticket to Hell ...and Back, men innan arbetet med det albumet påbörjades jobbade de med en nyinspelning av "Get Your Hands off My Woman". På denna inspelning adderades piano under fyra takter innan gitarrsolot. Detta efter inspiration från Ben Folds cover av låten. Den mixades av Kevin Shirley och gavs ut den 8 november 2004 som digital nedladdning via bandets officiella webbplats och nådde plats 14 på den brittiska downloadlistan.

### Liveframträdanden

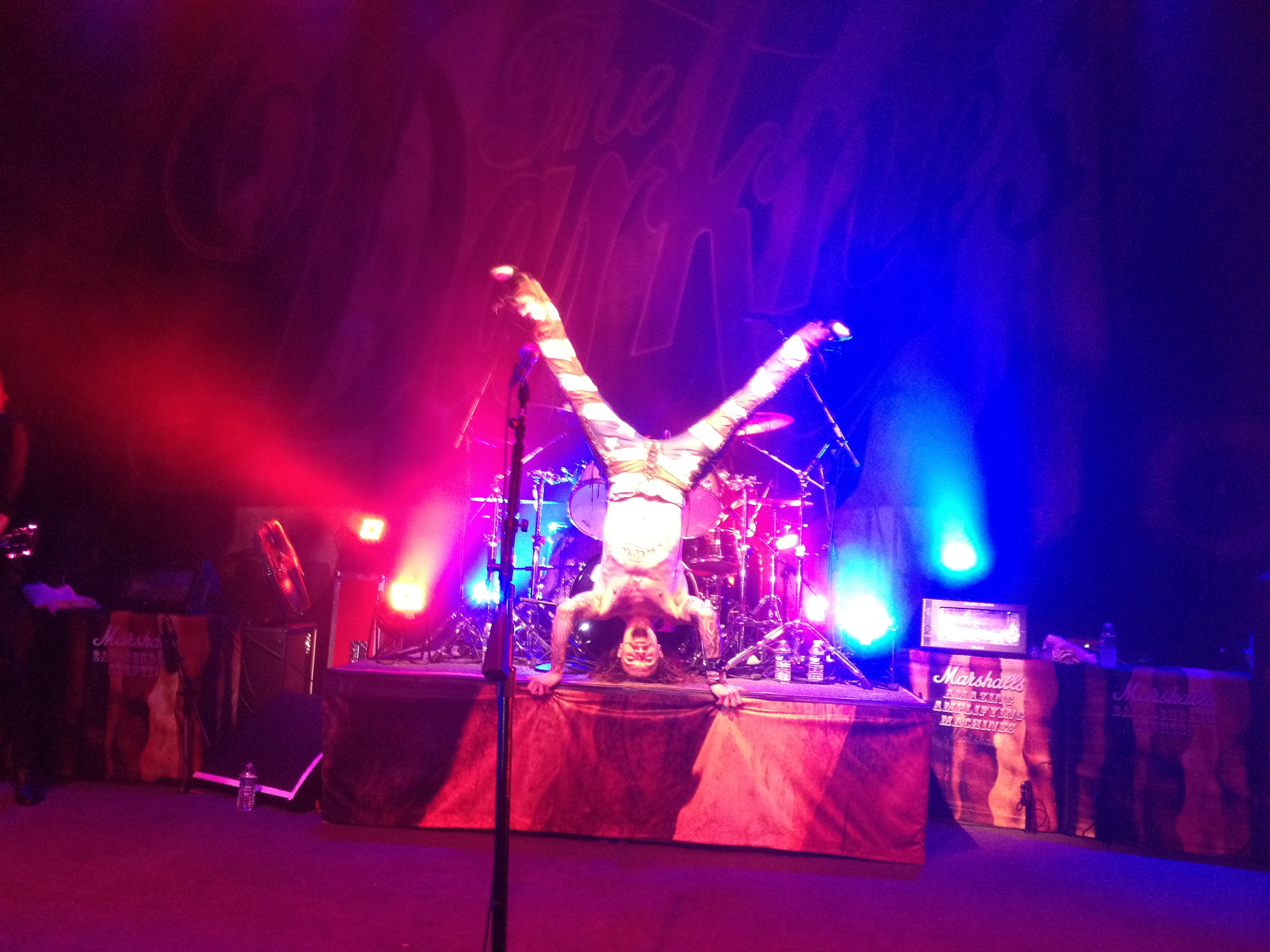
The Darkness framför låten live, 2012.

Gruppen spelade låten live för första gången under sommaren 2002 och den är en av de låtarna som gruppen framfört flest gånger. "Get Your Hands off My Woman" är en av få låtar som Justin Hawkins inte spelar gitarr på vid liveframträdanden. Under Permission to Land tour frågade han ofta publiken om de ville att bandet skulle spela originalversionen, eller den censurerade versionen av låten. Sedan The Darkness återförening 2011 brukar Hawkins vid framföranden av låten också stå på huvudet under gitarrsolot.
"Get Your Hands off My Woman" har givits ut i liveformat vid flera tillfällen. Live at Hammersmith spelades in i London i december 2017 och gavs ut i juni 2018. Streaming of a White Christmas spelades in utan publik i december 2020 under Covid-19-pandemin och gavs ut 2021 både på CD och DVD. Tre liveversioner av låten gavs ut på Permission to Land ...Again i oktober 2023; Knebworth och Astoria 2003 samt Wembley Arena 2004. De två förstnämnda av dessa gavs i samma utgivning också ut på DVD.

### Musikvideo
Den 9 januari 2003 meddelades det på bandets officiella webbplats att gruppen skulle spela in en musikvideo till låten. Man bjöd samtidigt in fans att deltaga i videon som publik och uppmanade alla att "klä upp sig och rocka loss!". Videon regisserades av John Sadler och den spelades in 19 februari på Mean Fiddler i London. Videon visar bandet i livemiljö och man kan även skymta producenten Pedro Ferreira, som också producerade gruppens debutalbum Permission to Land, bakom ett mixerbord. Vid inspelningen av videon gjorde man flera tagningar av låten där The Darkness spelade den live varje gång.

## Låtlista
Alla låtar är skrivna och komponerade av Ed Graham, Dan Hawkins, Justin Hawkins och Frankie Poullain. 
| 1. | Get Your Hands off My Woman                 | 2:46 |
| 2. | The Best of Me                              | 3:27 |
| 3. | Get Your Hands off My Woman (clean version) | 2:45 |

| 1. | Get Your Hands off My Woman | 2:46 |
| 2. | The Best of Me              | 3:27 |

## Medverkande
| The Darkness - Ed Graham — trummor - Dan Hawkins — gitarr - Justin Hawkins — sång, orgel, gitarr - Frankie Poullain — bas | Produktion - Pedro Ferreira — produktion, ljudtekniker, mixning - Ian Johnsen — omslag - The Darkness — omslag - Danny Ford — foto |

## Listplaceringar
| Land           | Placering |
| -------------- | --------- |
| Storbritannien | 43        |